# 긴코오시쿠도
긴코오시쿠도(Oxymycterus nasutus)는 비단털쥐과에 속하는 남아메리카 설치류이다. 브라질 남동부와 우루과이에서 발견된다. 나뭇잎과 나무, 돌 아래의 유충과 벌레를 잡아먹는다. 길고 유연한 코를 갖고 있어서 다른 설치류가 만든 굴과 통로를 잘 찾아낼 수 있다.